# 三菱Lancer Fortis / iO (台灣版)
三菱Lancer Fortis／iO，是三菱汽車在2007-08年在台灣推出的一輛基於Concept-X概念車設計的Lancer車型，由中華汽車生產製造，iO則於2012年改回俗稱「鯊魚頭」的外型。於2014年5月推出改款，外觀是由三菱原廠主導，臺灣團隊進行設計。外觀、內裝以及動力系統都再次升級。其車頭及尾燈造型均獨樹一格，迥異於世界上其他有相同動力核心的Fortis／Lancer車款。其對應日本三菱的Galant Fortis、北美的Lancer，中國東南汽車將其譯為風迪思（Lancer Fortis）、翼神（Lancer EX）。

## 歷史
2007年8月，推出 Lancer Fortis 2.0，全世界唯一的家庭版外觀，全車系標配雙前座氣囊與膝部氣囊，頂級版有七個安全氣囊。

2008年4月，同時推出 Lancer Fortis 1.8 與 Lancer iO 2.0，iO 也同樣有著全世界唯一的空力版外觀，1.8 則同時有「家庭版」與「空力版」兩種選擇，至此 Lancer Fortis / Lancer iO 兩款車在外型上可分為 家庭版 / 空力版 兩大類型。
2009年4月，推出限量500輛的科技進階版特仕車，分為1.8與 2.0兩種級距，新增HID氙氣頭燈、主動式轉向輔助照明（AFS, Adaptive Front-lighting System）、定速系統、藍芽通訊、音響切換鍵、FAST Key科技感應鑰匙。

2009年10月，推出符合政府二階安規的 2010 年式 Fortis / iO，內裝配色有小幅度的更動，全車系均配備定速以及後霧燈，2.0級距僅有 iO 一款。
2010 年5月5日，以 2010 年式進階版為基礎，推出限量400輛的「勁化版」特仕車，定價新台幣72.9萬。9月再度推出限量500輛的「勁化版」特仕車。

12月3日，在毫無任何消息提前透露的情況下，電視廣告出現「Fortis 1.8 S進階型」讓各方多加揣測。最後確認這是1.8空力版外觀的正式名稱，全車系並沒有配備與價格上的異動。年底，取消家庭版的星空灰車色，以銀河灰取代。
2011年2月，全車系漲一萬新台幣。11月24日，推出家庭版小改款，運動版與2.0 iO未更動。車頭水箱罩、前保桿、尾燈、後保桿均有造型上的改變，成為第三款外觀的 Fortis。家庭版將 ESS 智慧型緊急剎車警示系統、BOS 煞車優先系統、CHL 安全護送照明系統，以及巡弋造型 LED 定位燈（俗稱日行燈）列為標配；過去家庭版使用的 16 吋鋁圈造型走入歷史，改為與運動版 1.8 車型相同的 16 吋鋁圈；豪華與旗艦兩款車追加中控台雙層置物盒；最頂級的旗艦版追加高反差儀表板以及彩色多功能行車資訊幕。
2012 年 2 月 3 日，在中華年度績優人員表揚大會上非正式的發表了 Lancer iO 大改款的消息。此一車型基本上遵照日規 Galant Fortis Ralliart 的外觀，輔以美規 Lancer 的尾翼設計(1.8 悍動型與2.0 iO)，完全擺脫從 2007 年以來中華三菱自行設計的 Lancer Fortis / iO 外觀。由於鯊魚頭版偽裝車在試車過程中屢屢被民眾拍到並上網公布，2011年12月經濟部能源局油耗測試報告出現 Lancer iO 1.8/2.0 兩款數據，甚至中華三菱發出公告表示這些偽裝車僅是協助大陸東南汽車做的測試，如今鯊魚頭版的正式現身也使得歷經半年以上的謠言得以終結。
2012 年 10 月 31 日，Lancer iO 推出銀河灰的車色。
2012 年 6 月 23 日，因天窗膠條可能老化導致的漏水問題，中華三菱發出回廠更換通知，從 2009 年 6 月至 2012 年 5 月的出廠車輛共計 13,366 輛 Fortis / iO 均在召回之列。
2014年5月22日，再次改款，外觀是由三菱日本原廠主導，臺灣團隊進行設計。外觀、內裝以及動力系統都再次升級。